# ان‌ام‌اس الیزابتا
ان‌ام‌اس الیزابتا (به انگلیسی: NMS Elisabeta) یک کشتی بود که طول آن ۲۳۹ فوت ۱۰ اینچ (۷۳٫۱۰ متر) بود. این کشتی در سال ۱۸۸۸ ساخته شد.